# Serjania pinnatifolia
Serjania pinnatifolia är en kinesträdsväxtart som beskrevs av Ludwig Radlkofer. Serjania pinnatifolia ingår i släktet Serjania och familjen kinesträdsväxter. Inga underarter finns listade i Catalogue of Life.